# 8817 Roytraver
A 8817 Roytraver (ideiglenes jelöléssel 1985 JU1) a Naprendszer kisbolygóövében található aszteroida. Carolyn Shoemaker és Eugene Merle Shoemaker fedezte fel 1985. május 13-án.